# Новоуспенівська сільська рада
| Новоуспенівська сільська рада (об'єднана територіальна громада) — колишній орган місцевого самоврядування у Веселівському районі Запорізької області з адміністративним центром у с.Новоуспенівка . Сільській раді підпорядковані населені пункти: - с.Новоуспенівка - с. Новоіванівка - с. Матвіївка - с. Восход - сщ. Таврія - с. Запоріжжя - с. Веселе - с. Братолюбівка - с. Біловське |

## Склад ради
Рада складається з 14 депутатів та голови.

## Керівний склад сільської ради
| ПІБ                   | Основні відомості                                          | Дата обрання | Дата звільнення |
| --------------------- | ---------------------------------------------------------- | ------------ | --------------- |
| Сеник Іван Богданович | Сільський голова, Голова об'єднаної територіальної громади |              |                 |
|                       |                                                            |              |                 |

Примітка: таблиця складена за даними джерела